# Moss Fotballklubb 2007
Questa voce raccoglie le informazioni riguardanti il Moss Fotballklubb nelle competizioni ufficiali della stagione 2007.

## Rosa
| N. |                     | Ruolo | Calciatore               |
| -- | ------------------- | ----- | ------------------------ |
| 1  | Norvegia (bandiera) | P     | Fredrik Sverstad Eriksen |
| 2  | Norvegia (bandiera) | D     | Gudbrand Ensrud          |
| 3  | Ecuador (bandiera)  | D     | Daniel Reinoso           |
| 4  | Kenya (bandiera)    | C     | John Machethe Muiruri    |
| 5  | Francia (bandiera)  | D     | Fabien Vidalon           |
| 6  | Norvegia (bandiera) | C     | Lars Øvrebø              |
| 7  | Norvegia (bandiera) | C     | John Andreas Husøy       |
| 8  | Norvegia (bandiera) | C     | Einar Kalsæg             |
| 8  | Norvegia (bandiera) | A     | Steffen Nystrøm          |
| 9  | Norvegia (bandiera) | C     | Amin Askar               |
| 10 | Norvegia (bandiera) | C     | Christian Michelsen      |
| 11 | Norvegia (bandiera) | A     | Jonas Krogstad           |
| 12 | Norvegia (bandiera) | P     | Andreas Eikum            |
| 14 | Norvegia (bandiera) | C     | Jon André Fredriksen     |
| 15 | Norvegia (bandiera) | C     | Marius Gjestrumbakken    |

| N. |                      | Ruolo | Calciatore            |
| -- | -------------------- | ----- | --------------------- |
| 16 | Norvegia (bandiera)  | C     | Erik Halvorsen        |
| 16 | Norvegia (bandiera)  | C     | Hans Martin Wehler    |
| 18 | Norvegia (bandiera)  | D     | Tommy Edvardsen       |
| 19 | Norvegia (bandiera)  | A     | Mahmoud El Haj        |
| 20 | Norvegia (bandiera)  | C     | Morten Jacobsen       |
| 20 | Norvegia (bandiera)  | C     | Halvard Ligård        |
| 21 | Norvegia (bandiera)  | A     | Andreas Strand        |
| 22 | Norvegia (bandiera)  | A     | Jalal El-Gharbi       |
| 23 | Norvegia (bandiera)  | C     | Lars Herbert Nordgård |
| 23 | Danimarca (bandiera) | A     | Simon Bræmer          |
| 24 | Kenya (bandiera)     | P     | Arnold Origi Otieno   |
| 24 | Norvegia (bandiera)  | D     | Jens Skogmo           |
| 26 | Norvegia (bandiera)  | D     | Martin Thømt Jensen   |
| 30 | Norvegia (bandiera)  | P     | Erik Holtan           |

## Risultati

### Campionato

#### Girone di andata
| Arbitro: | Høgberg |

|                         |           |                |
| Jensen 40’ Krogstad 50’ | Marcatori | 52’ Andreassen |

| Arbitro: | Alseth (Stjørdal) |

|                                         |           |  |
| M. Diouf 17’ Mork 59’ Hoseth 63’ (rig.) | Marcatori |  |

| Arbitro: | Johnsen |

|                                          |           |  |
| Vidalon 1’, 66’ Michelsen 23’ Strand 37’ | Marcatori |  |

| Arbitro: | Krokdal |

|                      |           |  |
| Güven 1’ Jonsson 57’ | Marcatori |  |

| Arbitro: | Kamben |

|               |           |  |
| Michelsen 57’ | Marcatori |  |

| Arbitro: | Sælen (Bergen) |

|                     |           |  |
| Kader 3’ H. Flo 13’ | Marcatori |  |

| Arbitro: | Nordby |

|  |           |                     |
|  | Marcatori | 41’, 43’ Fredriksen |

| Arbitro: | Høgberg |

|                          |           |          |
| Fredriksen 8’ El Haj 65’ | Marcatori | 70’ Wiig |

| Arbitro: | Toppe |

|  |           |            |
|  | Marcatori | 19’ El Haj |

| Arbitro: | Nordby |

|                                    |           |  |
| Krogstad 24’ Muiruri 31’ Askar 85’ | Marcatori |  |

| Arbitro: | Hilmen |

|             |           |                   |
| Kienast 17’ | Marcatori | 28’ (aut.) Bjerke |

| Arbitro: | Kamben |

|                         |           |  |
| Askar 12’ Michelsen 42’ | Marcatori |  |

| Arbitro: | Hansen |

|                           |           |           |
| Smoliński 13’ Førsund 56’ | Marcatori | 35’ Askar |

| Arbitro: | Edvartsen (Hamar) |

|  |           |            |
|  | Marcatori | 65’ Råstad |

| Arbitro: | Hafsås |

|                                                     |           |           |
| Ahamed 1’, 3’ Minde 54’ Johnsgård 57’ Martinsen 64’ | Marcatori | 63’ Askar |

#### Girone di ritorno
| Arbitro: | Borgersen |

|                           |           |                           |
| Larsen 22’ Andreassen 41’ | Marcatori | 28’ Michelsen 53’ Nystrøm |

| Moss 5 agosto 2007, ore 18:00 CEST 17ª giornata | Moss                 | 0 – 0 referto | Molde | Melløs Stadion (2.102 spett.)\| Arbitro: \| Olsen (Kristiansand) \| |
| Arbitro:                                        | Olsen (Kristiansand) |               |       |                                                                     |

| Arbitro: | Johnsen |

|           |           |                        |
| Lunde 77’ | Marcatori | 35’ Nystrøm 66’ Jensen |

| Arbitro: | Hakestad |

|                      |           |  |
| Husøy 69’ Øvrebø 90’ | Marcatori |  |

| Arbitro: | Kjensli |

|           |           |                            |
| Marøy 90’ | Marcatori | 31’ Fredriksen 48’ Nystrøm |

| Arbitro: | Johansen |

|                     |           |                 |
| Askar 8’ El Haj 41’ | Marcatori | 40’ Lubieniecki |

| Arbitro: | Alapnes |

|  |           |                           |
|  | Marcatori | 2’, 32’ Bræmer 9’ Vidalon |

| Arbitro: | Johnsen |

|                                 |           |                               |
| Wiig 42’ Johannessen 71’ (rig.) | Marcatori | 49’, 59’ Bræmer 88’ Michelsen |

| Arbitro: | Hagen (Grue) |

|                |           |               |
| Fredriksen 76’ | Marcatori | 68’ L. Lafton |

| Arbitro: | Nordby |

|                                        |           |                                       |
| Hægeland 35’ Sagebakken 45’ Nilsen 87’ | Marcatori | 43’ (rig.), 82’ Bræmer 78’ Fredriksen |

| Moss 6 ottobre 2007, ore 16:00 CEST 26ª giornata | Moss   | 0 – 0 referto | HamKam | Melløs Stadion (2.122 spett.)\| Arbitro: \| Hansen \| |
| Arbitro:                                         | Hansen |               |        |                                                       |

| Arbitro: | Kamben |

|                                |           |                       |
| Larsen 37’ Moh. Abdellaoue 53’ | Marcatori | 9’ Bræmer 62’ Vidalon |

| Arbitro: | Alapnes |

|             |           |                             |
| Muiruri 24’ | Marcatori | 32’ Olsen 55’ Torp 85’ Pelu |

| Arbitro: | Hansen |

|            |           |                     |
| Miller 32’ | Marcatori | 47’ Askar 77’ Husøy |

| Arbitro: | Johansen |

|          |           |             |
| Askar 2’ | Marcatori | 32’ Talberg |

### Coppa di Norvegia
| Greåker 20 maggio 2007, ore 18:00 CEST Primo turno | Greåker   | 0 – 1 referto | Moss | Moa |
| \| \| \| \| \| \| Marcatori \| 85’ Askar \|        |           |               |      |     |
|                                                    |           |               |      |     |
|                                                    | Marcatori | 85’ Askar     |      |     |

| Rommen 13 giugno 2007, ore 18:00 CEST Secondo turno                                                | Rommen    | 0 – 7 referto                                                    | Moss | Rommensletta |
| \| \| \| \| \| \| Marcatori \| 11’ Husøy 13’ Nystrøm 30’, 44’ Muiruri 67’, 81’ Strand 76’ Askar \| |           |                                                                  |      |              |
| |           |                                                                  |      |              |
| | Marcatori | 11’ Husøy 13’ Nystrøm 30’, 44’ Muiruri 67’, 81’ Strand 76’ Askar |      |              |

| Arbitro: | Høgberg |

|  |           |                                    |
|  | Marcatori | 14’ Kalsæg 67’ Kovács 76’ Andersen |